# Thập niên 960
Thập niên 960 hay thập kỷ 960 chỉ đến những năm từ 960 đến 969.